# کلرید آهن (II)
کلرید آهن (II) (به انگلیسی: Iron(II) chloride) با فرمول شیمیایی FeCl۲ یک ترکیب شیمیایی با شناسه پاب‌کم ۲۴۴۵۸ است. که جرم مولی آن 126.751 g/mol (anhydrous)
198.8102 g/mol (tetrahydrate) می‌باشد. شکل ظاهری این ترکیب، جامد سبز کمرنگ است.رنگ محلول آبی آن زرد ، ولی در صورت وجود HCl به عنوان لیگاند رنگ محلول آن سبز تیره است.